# Chōjugiga
Chōjū-jinbutsu-giga (鳥獣人物戯画?  lit. "Caricaturas de animales antropomorfos") o Chōjū-giga (鳥獣戯画?  lit. "Caricaturas de animales") es una crítica satírica japonesa en forma de caricatura dibujado a mediados del siglo XIII sobre la sociedad en ese tiempo. 

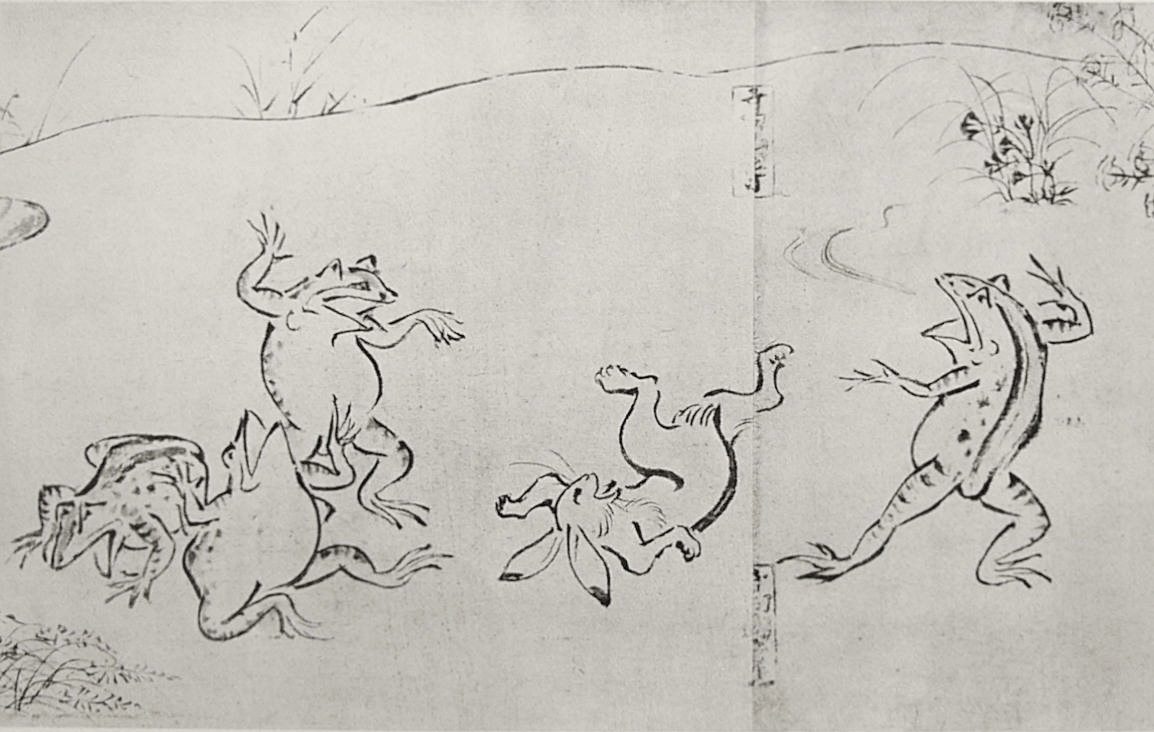
Animales compitiendo en una lucha de sumo. Dibujo del primer rollo.

Se trata de cuatro emakis, papel de seda en rollos (algunos de los cuales llegan a medir hasta 25 metros), pintados con pinceles en los cuales se muestra animales antropomorfos realizando actividades propias de personas. También muestran a sacerdotes entregados a peleas de gallos o a las apuestas, encerrando temas desde demoníacos hasta escatológicos. 
Los rollos pertenecen al templo budista Kōzan-ji de Kioto y se atribuyen a un sacerdote llamado Toba.
En su origen los chou-giga se reservaban a los sectores religioso y aristocrático fue cinco siglos más tarde cuando se extendió y popularizó a todos los sectores de la sociedad.